# Société de philosophie de Montréal
La Société de philosophie de Montréal, fondée en 1933, est une association  d'universitaires, de chercheurs et d'étudiants en philosophie appartenant à divers courants de la philosophie. Issue de l'ancienne Faculté de philosophie de l’Université de Montréal, elle partage depuis 1990 ses activités avec le Département de philosophie de l’Université du Québec à Montréal. Elle a officiellement disparu en 1998.

## Historique
La Société de philosophie de Montréal a été fondée en 1933. Par son ancienneté, elle compte parmi  les premières sociétés de penseurs au Québec, après la Société historique de Montréal (1858), et l’ACFAS, l'Association Canadienne pour l'Avancement des Sciences (1923). Sa visée initiale était de donner la possibilité au thomisme de se mesurer aux autres doctrines philosophiques modernes et contemporaines.
Le mardi 28 février 1933, parait l'annonce suivante dans le quotidien Le Devoir :
« La société de philosophie. Son objet : le progrès des études de philosophie. Son conseil : Mgr Georges Gauthier, président honoraire, P. Ceslas Forest, o.p. président actif. La dernière encyclique du Pape sur l’enseignement de la philosophie dans les universités catholiques ouvre une ère nouvelle. C’est en se guidant sur ce document pontifical que la Faculté de philosophie de l’Université de Montréal s’est récemment réorganisée. La jeunesse a répondu en s’inscrivant plus nombreuse que jamais à ses cours. Pour étendre son rayonnement et intensifier la curiosité scientifique et philosophique, le conseil de cette faculté vient de fonder une Société de Philosophie, l’une des sociétés dont la fédération constitue l'Association canadienne-française pour l'avancement des sciences (Acfas). Le siège en est à l'Université de Montréal. Elle a pour objet : (a) le progrès des Études philosophiques au Canada; (b) la discussion des principaux problèmes de l'heure présente; (c) l'étude des rapports entre la philosophie et les sciences. Un comité de vigilance composé du doyen de la Faculté de Philosophie ou de son représentant accrédité et de deux membres nommés par le Conseil de la Faculté a un droit de censure absolue sur toutes les doctrines enseignées ou discutées sous les auspices de la Société de Philosophie. […] »
Dès sa fondation en 1933, la Société de Philosophie de Montréal, ou SPM, fut membre de l'Association francophone pour le savoir (ACFAS), alors que cette jeune association regroupait déjà de nombreuses sociétés. Cette fréquentation de la culture scientifique fait de la SPM un théâtre d’affrontement avec la doctrine thomiste, qui répondait de plus en plus mal aux questions que suscitait l'évolution des idées scientifiques, techniques, économiques, sociales et politiques. L’histoire de la SPM dans ses trente premières années montre que les débats philosophiques prennent une place grandissante dans le cadre de l'avancement des sciences au Québec. 

### Déclin
À partir des années 1960, ses activités se limitent à quelques conférences (quatre par an) et la SPM périclite. 
Venant Cauchy la relève à partir de novembre 1972 :
« La Société de philosophie de Montréal existe depuis déjà plusieurs décennies. Elle a connu des périodes d'intense activité, et d'autres où, par un fâcheux concours de circonstances, elle n'a pu remplir son rôle de forum philosophique. En août et septembre 1971, elle organisait le 15e Congrès de l'Association des Sociétés de Philosophie de Langue Française [ASPLF]. Au début de cette année 1972, elle connut un regain d'activité en offrant au public une série de trois conférences données par MM. Yvon Gauthier, Alexis Klimov et Jean Proulx. »
Afin de redonner vie à la Société, Venant Cauchy propose aux membres, outre les trois conférences habituelles, « une série de rencontres informelles, de conférences et de colloques sur les problèmes actuels du Québec », tous les deux mercredis en soirée. La SPM rencontre ainsi l'un des objectifs assignés par ses fondateurs : « la discussion des principaux problèmes de l'heure présente ». Ces rencontres se prolongeront sur plusieurs années, mais bientôt la Société revient à son activité de conférences. 
Après le mandat de Pierre Gravel (avril 1974 - février 1976), la dissolution de la SPM est finalement proposée en février 1976. Elle est sauvée par les interventions de Roland Houde et Georges Hélal. Lors de l’assemblée d’octobre 1976, il est proposé que des étudiants puissent siéger au Conseil.  Cette mesure dynamise considérablement la Société.

### Nouvel espoir
Automne 1976 : Cesare Vasoli, Claude Lefort. Deux panels complètent le programme : « Actualité de l'utopie » et « Psychanalyse et philosophie ».
Les titres des conférences et des panels constituent un témoignage des préoccupations intellectuelles des milieux culturels et académiques de Montréal, traduisant l’influence des penseurs européens.  Les années 1978-1979 et 1979-1980 sont des succès, à l'instar des trois précédentes. Parmi les conférenciers 1978-1979 : Gérard Raulet, Claude Chabrol, Jean-François Lyotard et le panel « L'Écriture et les femmes ». Avec une conférence hors programme de Henri Laborit en octobre 1978. 
Hiver 1979 : Mikel Dufrenne et trois panels : « L'intellectuel et le pouvoir »  (où l'on retrouve notamment Denise Bombardier face à Claude Lagadec) ; « Thomas d'Aquin aujourd'hui » ; « Légitimité du nationalisme ». En 1979-1980 : Michel Serres, Jacques Derrida, avec quatre tables rondes : « Le livre blanc et l'enseignement de la philosophie »  et « La pragmatique », « La philosophie dans la rue »  et « Psychanalyse: théorie et pratique ». Suivis de trois autres panels à la session d'hiver 1980 : « La femme et le (pouvoir) théorique »  et « Philosophie et ordinateur », « Criminalité et philosophie. » Automne 1980, quatre panels : « Philosophie et politique », « Philosophie et sciences humaines »  et « Philosophie et esthétique », « L'interdisciplinarité : principe et pratique ». Hiver 1981 : Mikel Dufrenne, un panel sur le droit de grève, Gloria Oreinstein.
Automne 1981 : Francis Jacques, Claude Lefort, avec deux panels :  « L'autre célibataire », « Psychanalyse et féminité ». Hiver 1982 : panel « Anthropologie et féminisme », Michel Serres, Daniel Charles. Automne 1982 : Simone Goyard-Fabre, panel « Mère-fille aujourd'hui ». Hiver 1983 : Pierre Aubenque, panel « Femmes et langage ». Adoption d’un logo en décembre 1982 à l’initiative de Louise Poissant : un médaillon ornant un vase attique, Œdipe et le Sphinx.
Hiver 1984. deux panels : « Le concept d’égalité dans les rapports hommes/femmes », « L’an Orwell », conférence de François Latraverse. Au programme 1984-1985 : Sarah Kofman, Hans-Georg Gadamer fait salle comble, trois panels : « Violence et politique », « Eros et esthétique », « Guerre et stratégie ». Hiver 1985 : panel sur Marcel Duchamp, panel « Édition et recherches au Québec ». Une conférence hors programme sur la franc-maçonnerie suscite une petite controverse. 
En 1985, la visibilité de la SPM est la plus forte, affichage efficace, collaborations avec des revues pour publier les textes, les membres sont gratifiés d’une carte de membre attrayante, etc. Automne 1985 : Sylvain Auroux, Rémi Brague et Michel Henry. Le 15 novembre 1985, Hans-Georg Gadamer fait encore salle comble. Hiver 1986, deux panels : « Le néo-libéralisme est-il un conservatisme? »  et « Architecture et postmodernisme », ainsi qu'une conférence de Claude Lefort sur Tocqueville; deux ouvrages font aussi l'objet de débats : ‘’D'un miroir et de quelques éclats’’, de Pierre Gravel, et ‘’Un échiquier centenaire: théorie de la valeur et formation des prix’’,  collectif dirigé par  Gilles Dostaler.
Automne 1986 : Gilles-Gaston Granger, deux panels : « La bioéthique en question », « Comment peut-on être behavioriste (ou Persan) aujourd'hui ? ». Hiver 1987 : Sylvain Auroux, panel « Cinéma et philosophie ». L'année 1987-1988 voit une assistance accrue pour les panels « Philosophie et musique », « L'esprit ou le cerveau? », « La paix » et plusieurs conférences sur le thème du langage. Il faut signaler aussi le panel « Philosophie et patriotisme en 1837 » du 25 novembre 1987, qui se déroule malgré la terrible tempête de neige qui paralyse la  métropole ; le principal invité, le député Gérald Godin, se présente malgré tout. Les conférenciers étrangers sont aussi nombreux que variés et intéressants, mais les auditeurs, dans la plupart des réunions, se laissent de plus en plus désirer.
Depuis le renouveau des années 1970, la SPM agit en tant qu'entité séparée, indépendante et autonome, libre d'élire qui elle veut à son conseil et libre de choisir ses invités et ses sujets de panels. La tutelle et la censure qui pesaient sur elle[Lesquelles ?] lors de sa fondation sont révolues.
Automne 1988 : la philosophie allemande, Hobbes, le langage, Sartre, la science chez les Grecs, sont à l'honneur: le 4 octobre 1988, Michel Contat parle de Sartre, et le 18 octobre, André Robinet disserte sur Hobbes. Le 8 mars 1989, une table ronde sur la Révolution française remporte un certain succès. Mais ce sont là les « points forts »  du programme ; la plupart des conférences attirent peu. À l'automne 1989, six invités sur dix sont des visiteurs étrangers : James Gasser, Pierre Hadot, Jean-Marie Beyssade, Franco Volpi, Gérard Raulet, Alain-Philippe Segonds. L'assistance moyenne baisse sensiblement. En hiver 1990, même constat : les conférences de Pierre Aubenque et d'Alain Boyer, ainsi que la table ronde « Mutations 1990 », autour de Macluhan, attirent peu. 
En 1990 François Latraverse annonce que « L'année 1990-1991 marque un tournant pour notre Société. Son conseil d'administration a résolu que les activités de la Société alterneront annuellement entre les deux universités francophones de notre ville. Cette décision a pour buts de rendre les conférences accessibles à un plus large public, d'accueillir les chercheurs invités dans les deux institutions et de pourvoir la Société d'une assise vraiment métropolitaine. Les conférences de l'année auront lieu à l'UQAM. Le siège social demeure à l'Université de Montréal. »
À l'UQAM, chaque soirée fait presque salle comble. Les conférences de Gilbert Hottois et Pierre Pellegrin en octobre 1990 réunissent chacune une bonne cinquantaine de personnes, ainsi que les autres conférences du programme et le panel sur « Les démocraties occidentales face aux modèles politiques amérindiens ». Hiver 1991 : deux panels,  « La question nationale », « L'héritage philosophique de Carnap », et une conférence de Michel Deguy. À l'automne de 1991, la SPM revient à l'Université de Montréal. L'assistance aux réunions est moindre que l'année précédente à l'UQAM. Sur huit conférenciers, deux seulement viennent de Montréal. Hiver 1992 : la table ronde « Les usages de la science »  n'attire qu'une dizaine de personnes ; une des conférences est tenue à l'UQAM - tel que cela s'est pratiqué quelques fois dans le passé, lorsque la conférence s'inscrit  à l'intérieur d'un cours. En 1995, Jacques G. Ruelland, historien et ancien président de la SPM, publie une Histoire de la Société où il donne le détail de plus de quatre cents communications depuis 1959.
La SPM est à l'UQAM de 1994 à avril 1995 (conférences de Jean-Pierre Cometti, Lothar Baier, François Recanati, etc.), et revient à l'Université de Montréal de septembre  1995 à avril 1996 (conférences de Jean-François Mattei, Dominique Janicaud, etc.) avec la fin de la présidence de François Latraverse.  Elle a fait son dernier tour  à l'UQAM en septembre 96. Faute de coordination entre les deux universités, l'UQAM se dote de son propre cycle de conférences et l'Université de Montréal en fait autant, ce qui met un terme en 1998 à une Société à laquelle on doit soixante ans de rencontres et débats dans la société montréalaise et québécoise.